# Dune
Pour les articles homonymes, voir Dune (homonymie).

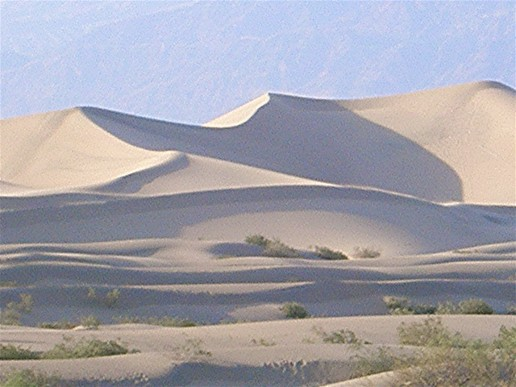
Dunes étoilées de la vallée de la Mort (Death Valley), Californie.

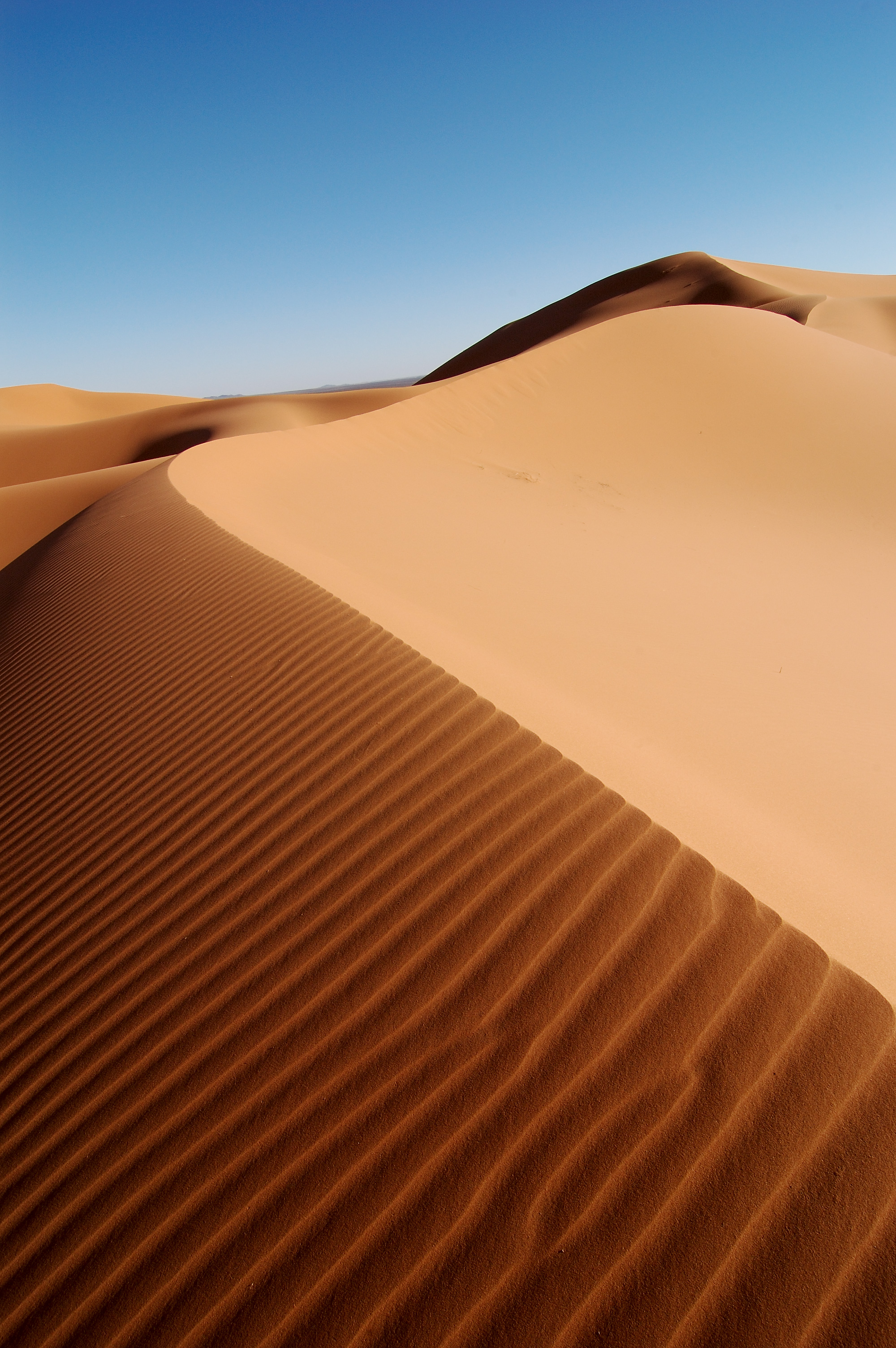
Crête dunaire, dissymétrie des flancs et rides : Erg Chebbi, Maroc.

Une dune est une forme de relief ou un modelé constitué d'un amas de sable accumulé sur une largeur plus ou moins grande et une pente généralement assez élevée, sous l'action des vents (dune littorale, bordière ou côtière, dune désertique ou continentale) ou du courant marin sous la mer (dune hydraulique). 
Le terme appartient au vocabulaire topographique, géographique (s.l.), géomorphologique. Les ensembles dunaires font partie des formations superficielles qui sont relativement récentes à l'échelle géologique. Il existe des dunes de tailles, de superficie, d'âges et de dynamiques variés. Les processus éoliens ou hydrauliques gouvernent l'édification, l'évolution, les mouvements des dunes et des massifs dunaires et définissent les formes générales et de détails (modelés). D'autres appellations qualifient les ensembles dunaires comme erg, croc, garenne, etc. Ces termes généralement locaux peuvent connaître un usage plus général et qualifier un type particulier de dune.
Les dunes terrestres sont presque toutes composées de sable, on ne précise donc pas « dune de sable », sauf pour préciser la qualité du sable qui la compose (« dune de sable blanc », par exemple). Le plus vaste champ de dunes sur Terre est cependant composé de neige, et se trouve en Antarctique,. Hors de la Terre, des dunes ont été observées sur Vénus, Mars et Pluton, sur le satellite Titan et sur la comète 67P/Tchourioumov-Guérassimenko ; ces dunes ne sont pas non plus composées de sable (silice) mais de grains de silicate ou de glace de méthane.
Il existe aussi des mini-dunes (ou patchs de sable) longues et larges de quelques mètres sur quelques centimètres de haut, et des rides de taille décimétrique. Leurs mécanismes de formation diffèrent de celui des dunes.

## Étymologie et noms régionaux
Le mot dune est attesté en français vers 1195. Il est issu de l'ancien néerlandais dûna « petite colline de sable, dune » ou du moyen néerlandais dune « dune » (> néerlandais duin). Le mot néerlandais parait être un emprunt antérieur au gaulois *duno « hauteur ».
En Normandie occidentale, le terme utilisé pour désigner une dune est mielle, assez polysémique, qui signifie également « terrain sablonneux, plaine de sable, dune de sable où pousse de l'herbe ». Il procède de l'ancien scandinave melr « banc ou dune de sable où pousse de l’herbe » (norvégien mjele, mjæle). On désigne par exemple les dunes de Biville (Manche, Cotentin) sous l'appellation traditionnelle de mielles de Biville, ainsi que les dunes de Hattainville sous celle de mielles de Hattainville, dont la mielle de Gallanville.

## Mécanismes de formation

### Dunes

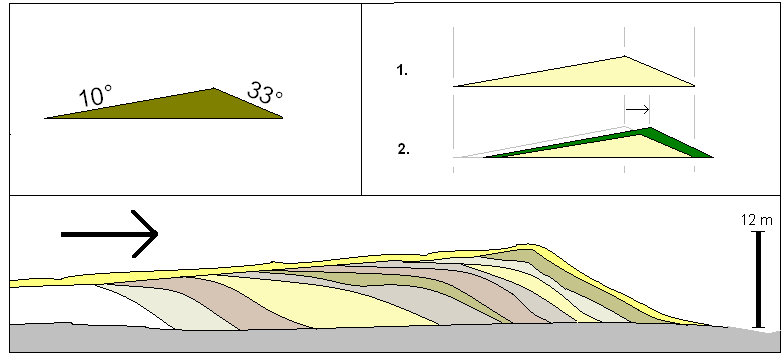
Formation des dunes.

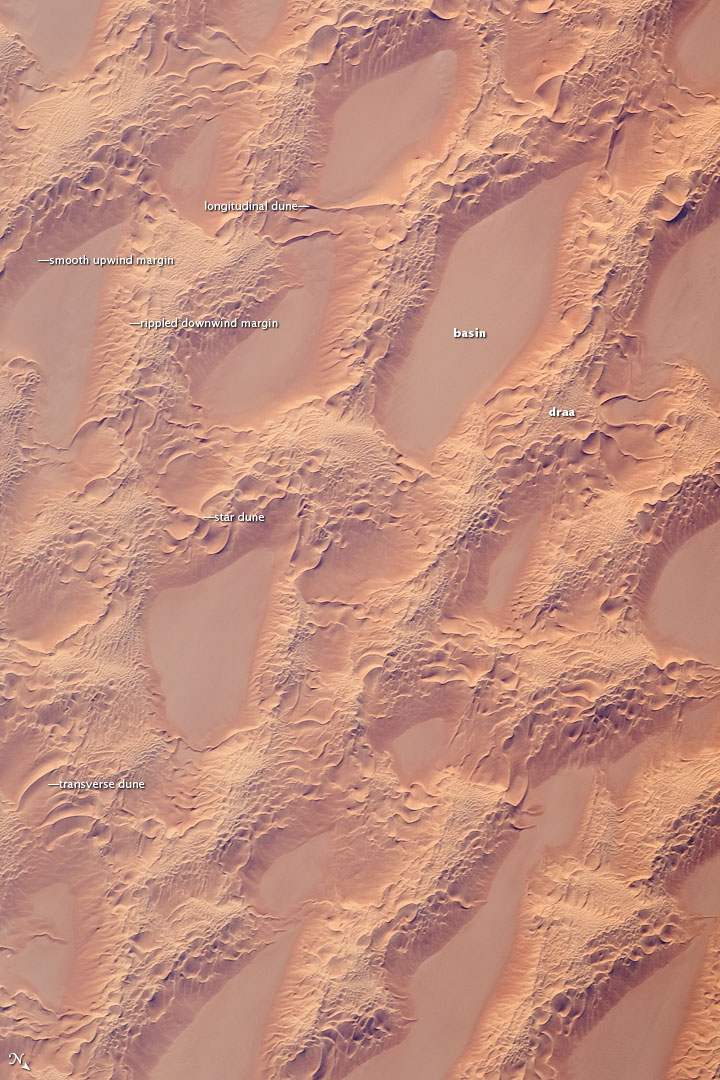
Différents modelés dunaires : image satellitaire d'un erg en Libye (NASA).

Les dunes se forment dans des zones où le sable est abondant et non fixé par la végétation (désert, plage, lit fluvial à l'étiage). Le sable est érodé et pris en charge par le vent (déflation). Il est transporté au ras du sol par saltation, puis s'accumule quand la compétence du vent chute (versant sous le vent). Une dune peut se déplacer par érosion du versant au vent et accumulation sur le versant opposé. Le même processus peut se produire sous l'eau à la faveur d'un courant marin (dune hydraulique), par exemple dans le pas de Calais où elles abritent peu d'espèces mais des espèces rares et inféodées à ce milieu.
En 1941, Ralph A. Bagnold publie Physique du sable soufflé et des dunes du désert (en), un des premiers traités explorant l'émergence de la régularité, de la structuration de l'espace à partir de l'uniformité d'un système complexe, les grains de sable s'auto-organisant par la force du vent dans les dunes selon le modèle de morphogénèse d'Alan Turing.

### Rides
Les rides de taille décimétrique, qui ornent les flancs des dunes et des surfaces sableuses en général, sont dues aux propriétés des particules qui sautent et retombent sur un lit granulaire érodable,,.

### Mini-dunes
Les mécanismes de formation des dunes et des rides ne s'appliquent pas aux mini-dunes de taille métrique (notamment, les dunes ont en principe une longueur d'au moins 10 m). Ces mini-dunes n'apparaissent pas n'importe où mais dans des endroits particuliers où le sol est dur : sur des graviers présents dans les zones interdunaires (désert du Namib) ou sur du sable mouillé du fait de la présence d'une rivière (Great Sand Dunes). Elles sont expliquées en 2025 par un modèle fondé sur celui de la formation des dunes mais prenant en compte la différence de nature entre une surface meuble, érodable (un lit de sable sec) et une surface plus dure, consolidée,.

## Âges de mise des paysages dunaires
La mise en place des massifs dunaires et leur évolution sont particulièrement tributaires des conditions climatiques et bien sûr de la disponibilité en matériaux sableux (selon le niveau marin, les courants, etc.). Quelques exemples illustreront ces âges de formation :

### Dunes tardiglaciaires
- La Pologne centrale possède une importante couverture de sables éoliens dont les champs de dunes ont commencé à se mettre en place au Dryas ancien jusqu'au début de l'Holocène. Dans la stratification de ces dunes, on trouve des paléosols d'âge Bölling-Âlleröd voire des fentes de gel et des coins de sable (voir pergélisol) comme dans le massif de Bełchatów.

### Dunes holocènes
À la charnière entre le Tardiglaciaire et l'Holocène :
- Dans les Landes de Gascogne, alors que le climat devient plus humide au début du Mésolithique et que les vallées avaient été envahies par les sables, de nouvelles vallées se dessinent. Au Mésolithique supérieur, les précipitations diminuent à nouveau et les sables s’accumulent dans les basses vallées. Une partie de ce sable continental est repris par le vent pour l’accumuler en dunes dans les vallées et sur les plateaux. À cette période, les sables littoraux sont peu abondants et le sable est transporté par les cours d’eau. À la fin du Néolithique, le vent incapable de déplacer les sables à l’intérieur des terres est contrarié par la végétation qui commence à fixer les paysages actuels.

### Dunes récentes

Schéma en coupe de la dune du Pilat.

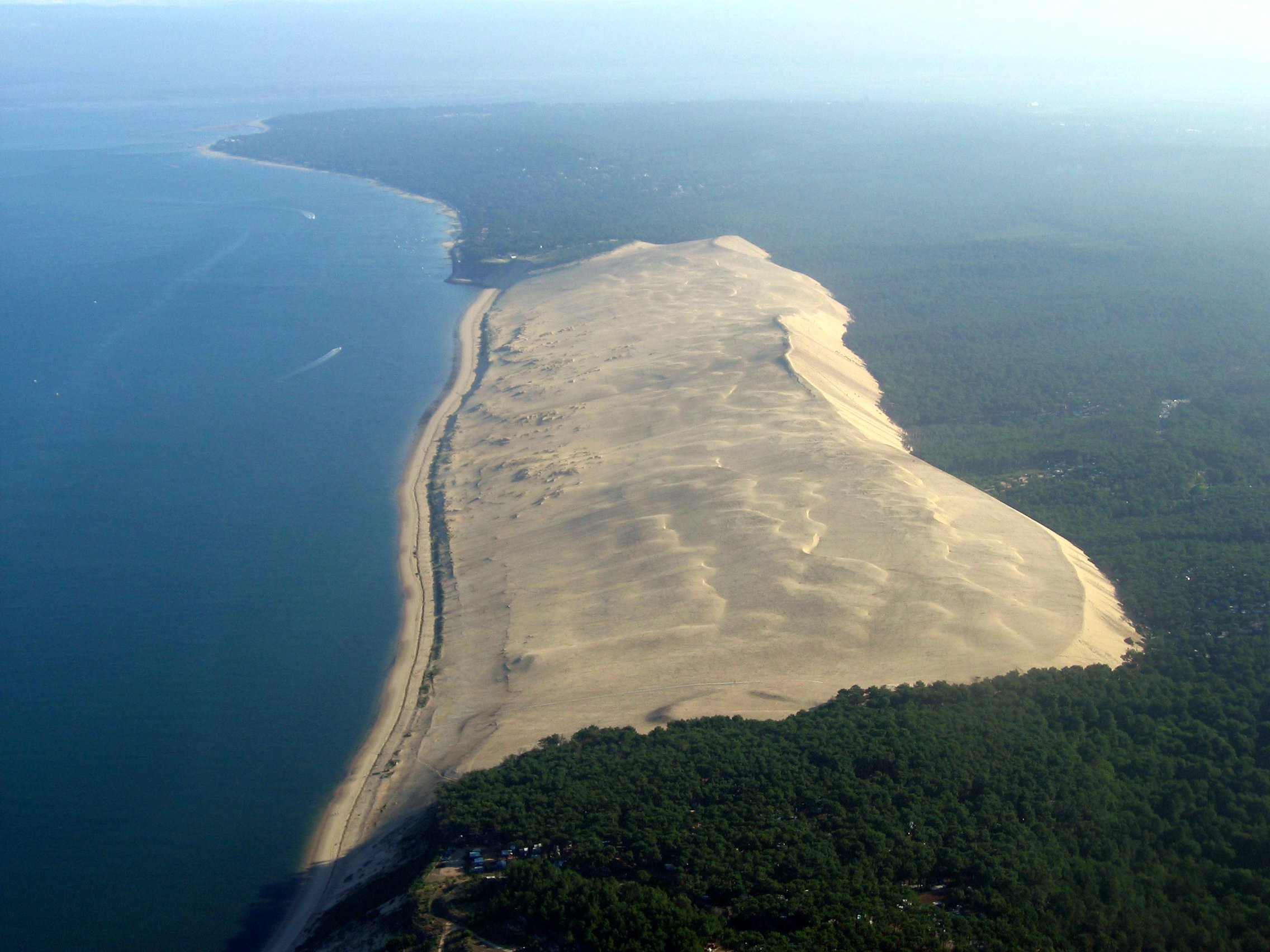
Vue aérienne de la dune du Pilat.

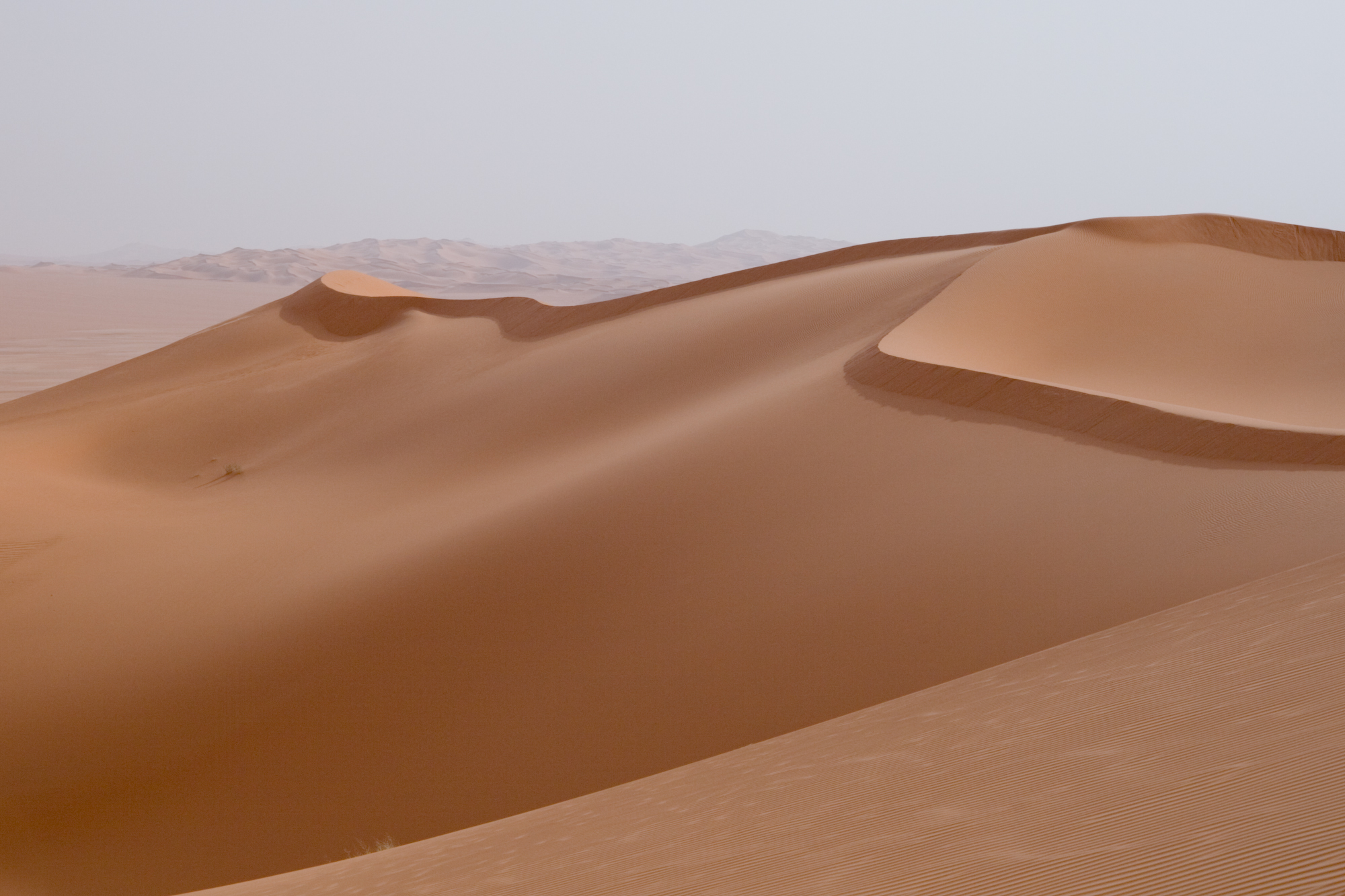
Dune de l'Erg Awbari (Fezzan, Libye)

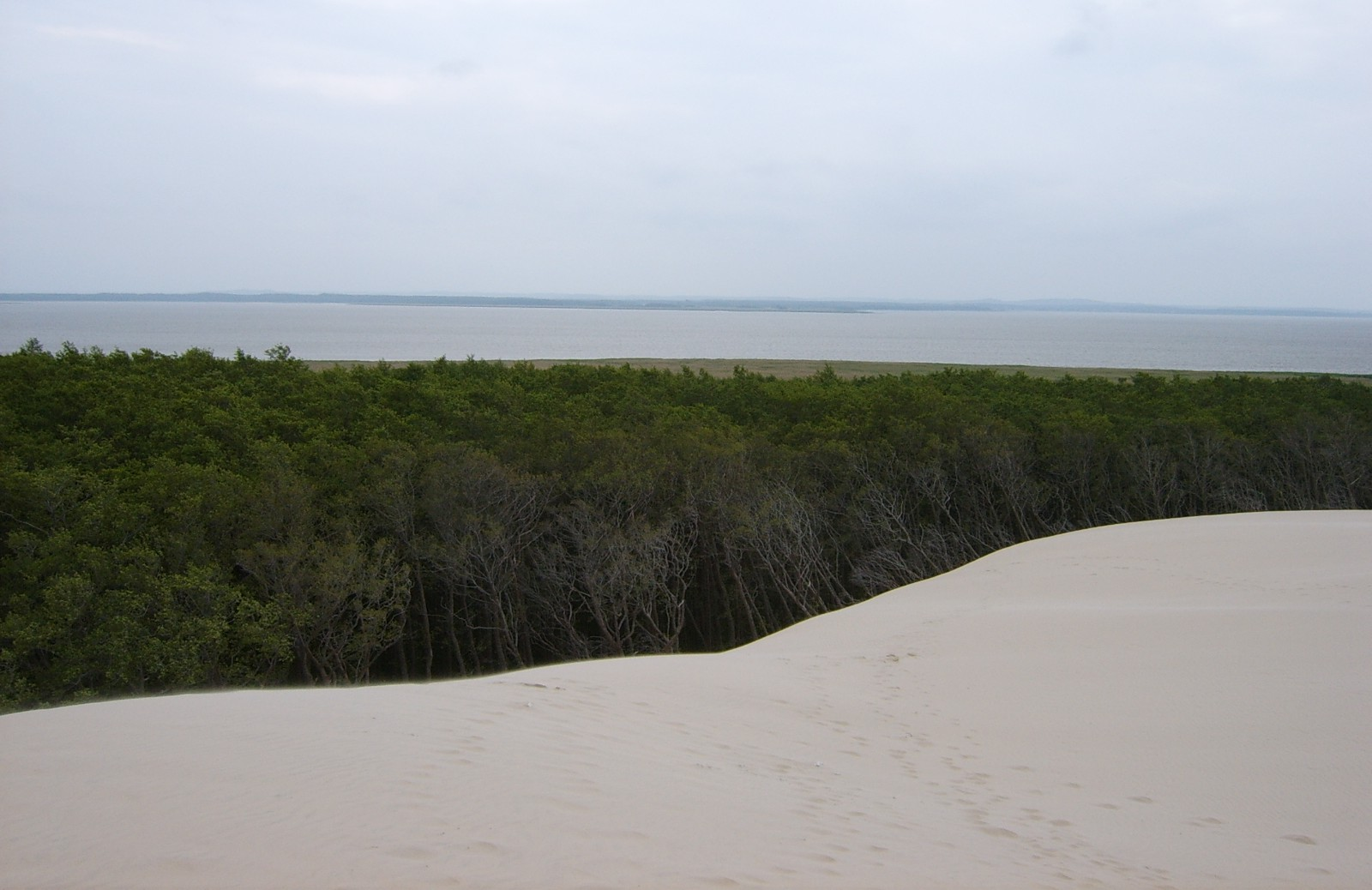
Dune du parc national de Słowiński, près du lac Łebsko, Pologne

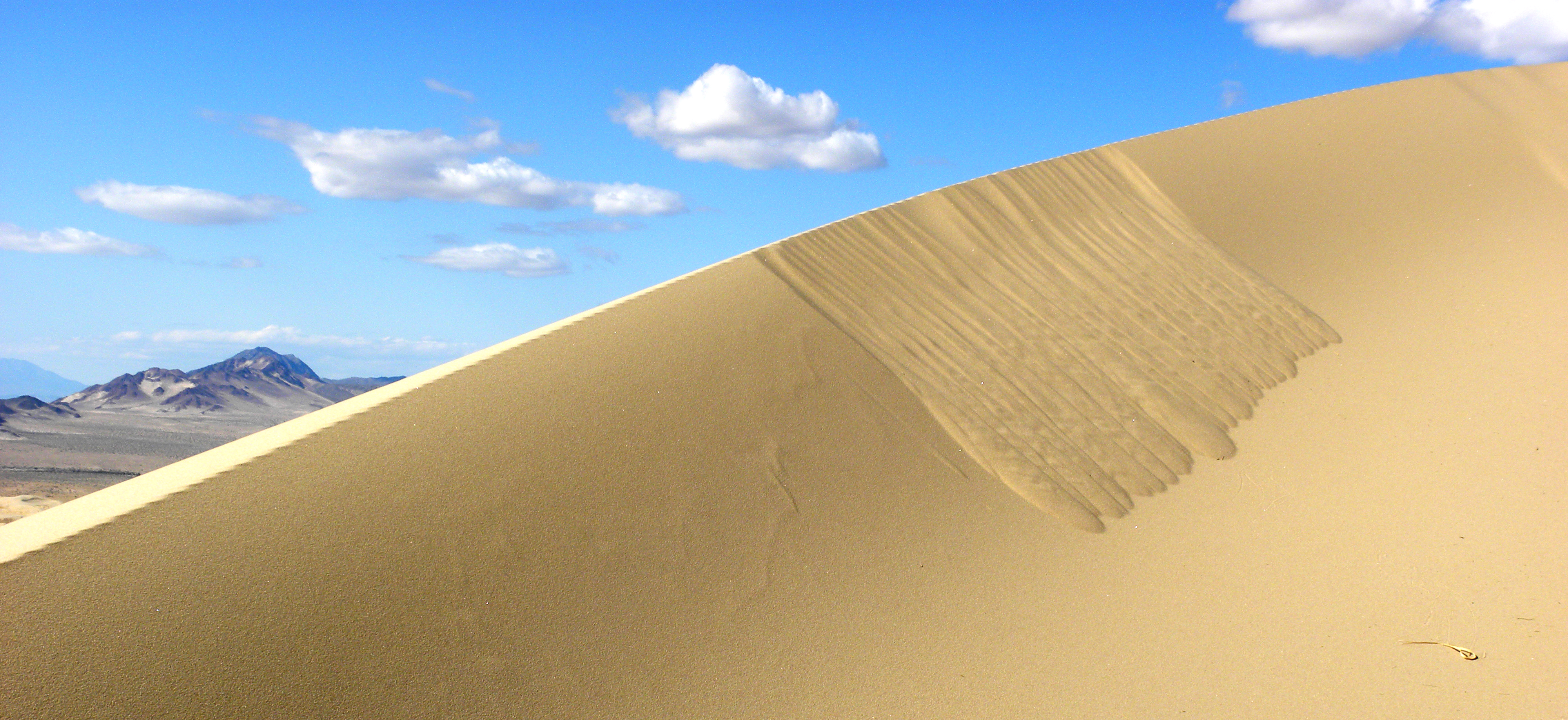
Dunes Kelso, Mojave National Preserve, Californie

Les paléosols (anciens sols fossilisés) permettent de reconstituer l’histoire de la dune du Pilat (Gironde). On en trouve quatre principaux sur le versant occidental : un ancien podzol (podzosol) et trois paléosols dunaires. Des Datations isotopiques et analyses polliniques ont été pratiquées.
Le premier paléosol, au niveau de la plage, quasi horizontal, comporte une épaisse couche de fragments végétaux et des souches de pin en place, sur des sables gris reposant sur une épaisse couche d'alios (grès ferrugineux) et daté d’il y a 3 680 ± 110 ans et 3 460 ± 70 ans. Le couvert forestier était constitué de pins sylvestres, de chênes, de noisetiers, de bouleaux et d'aulnes sans trace d'occupation humaine.
Le deuxième niveau est entre 2 et 5 m au-dessus de la plage, daté d’il y a 2 980 ± 110 ans / 2 690 ± 70 ans, âge confirmé par des fragments de poteries du milieu de l'âge du bronze. La couverture végétale était constituée de pins et une trace d'occupation des sols a été relevée datant du VIIe siècle av. J.-C. Des paléosols intermédiaires constitués de minces couches de débris végétaux témoignent de la présence d’un lac permanent probablement à l’époque gallo-romaine.
Entre 20 et 40 m, le troisième paléosol (10 à 30 cm de sol charbonneux) contenait des pièces datant du XVIe siècle, un ancien four à résine et des débris coquilliers.
Le 4e paléosol correspond à l’ancienne surface de la dune de la Grave (cartographiée en 1863) qui atteignait 80 m d'altitude et était couverte d’une forêt de jeunes pins, cultivés pour leur résine et en vue de fixer les sables.
À la fin du XIXe siècle, la dune de la Grave enfouie par 20 à 30 m de sable, atteint 115 m vers 1910 et prend le nom de dune du Pilat. L’édification de la Grande dune du Pilat s’est faite entre 1826 et 1922 alors que le trait de côte a reculé de plus de 500 m. La végétation qui recouvrait le versant au vent de la dune de la Grave a été détruite, permettant le vannage et le transport des sables vers le sommet de la dune. La nouvelle dune a englouti la pinède.

## Types
Une dune est dite vive quand elle continue de se déplacer. Les dunes peuvent être isolées ou alignées.
Sur le littoral on distingue : les milieux arrières dunaires et quatre types de dunes littorales « de première ligne » :
- les avant-dunes (foredune en anglais), qui sont des bourrelets plus ou moins fixés par la végétation (oyats par exemple), parallèles au trait de côte et solidaire de la plage, c'est-à-dire échangeant du sable avec elle, dans un même système sédimentaire[14]. Elle est différente d'une ancienne arrière dune en cours d'érosion, et d'une dune formée par du sable venant de terre sur un secteur où une avant-dune active ne pourrait pas se former. En Espagne et en Tunisie, ces avant-dunes sont systématiquement considérées comme faisant partie du domaine public maritime, ce qui facilite leur protection. L'avant-dune se forme à partir de fixation du sable en haut de plage, par des plantes pionnières psammophiles, tolérant les embruns et les UV (par exemple en Europe de l'Ouest ; Elymus farctus puis Ammophila arenaria dits Oyats) ;
- les falaises dunaires (dune cliff en anglais) est plutôt un profil résultant de l’érosion marine d'une dune ancienne fixée par une pelouse ou un boisement qui ont été à l'origine de la formation d'une couche d'humus ou de sol sableux ;
- les dunes perchées (cliff-top dune en anglais) apparaissent au sommet d’une falaise vive. Elles sont alimentées en sable par le vent à partir de l’estran, voire à partir du profil de pente, quand il s'agit d'une falaise dunaire ;
- les cordons dunaires artificiels sont des alignements de dunes littorales ou continentales construits par l'homme, généralement comme élément de protection contre la mer ou d'une zone cultivée et/ou construite. Ils nécessitent un entretien permanent, sans lequel ils se désintègrent en quelques décennies. Certains cordons sont ainsi semi-naturels (par exemple, les avant-dunes plus ou moins dégradées rectifiées par des engins et fixées par des oyats à Sangatte dans le Nord de la France).

### En demi-lune

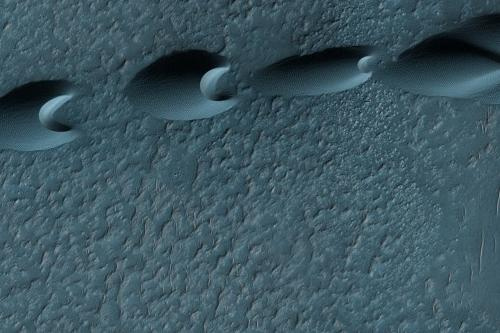
Barkhanes sur la planète Mars

La forme la plus commune sur la Terre (et sur Mars) des dunes est celle en demi-lune, aussi appelée transversale ou barkhane. Les collines en demi-lune sont, généralement, plus larges que courtes. La partie antérieure de la dune est le côté concave. Ces dunes sont formées par les vents qui soufflent tout le temps dans la même direction.
Quelques types de dunes en demi-lune se déplacent dans le désert avec une vitesse supérieure à celles des autres types de dunes ; par exemple, dans la province de Ningxia en Chine, un groupe de dunes a avancé à la vitesse de 100 mètres par an entre 1954 et 1959. Des vitesses similaires sont enregistrées dans le Sahara.
Les dunes en demi-lune les plus imposantes se trouvent dans le désert du Taklamakan en Chine, où la distance entre deux crêtes peut dépasser trois kilomètres.

### Linéaires

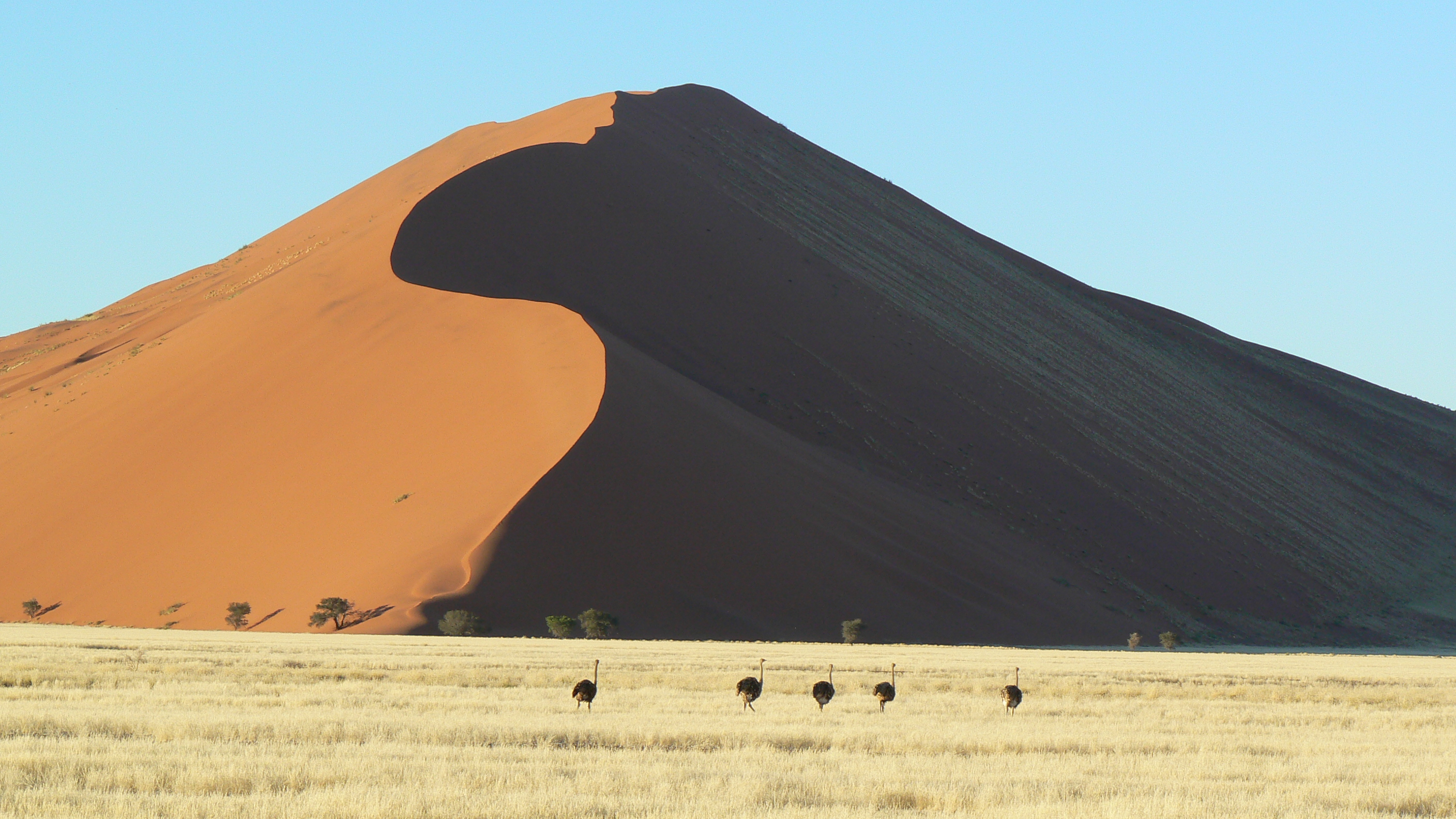
Dune en Namibie (Sossusvlei)

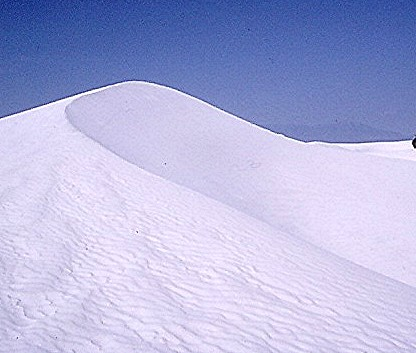
Dunes de gypse de White Sands, Nouveau-Mexique, États-Unis

Ce sont des dunes plus longues que larges dont les crêtes droites ou légèrement sinueuses peuvent atteindre jusqu'à 400 kilomètres de long, 600 mètres de large et 40 mètres de haut. Elles sont rarement isolées, habituellement disposées parallèlement, séparées pour des kilomètres de sable, du gravier ou des couloirs rocheux. Certaines dunes linéaires s'unissent, en formant des Y. Ces formations sont typiques des régions subissant des vents soufflant dans deux directions.

### En étoile
Les dunes en étoile - ghourds - sont pyramidales, avec au moins trois côtés qui partent de leur sommet. Elles se forment dans les régions connaissant des vents multidirectionnels. Les dunes en étoile grandissent plus vers le haut que latéralement et sont typiques du Sahara oriental. D'autre part, elles ont tendance à se former en marge du désert, en particulier près des barrières naturelles. Les plus hautes sont probablement celles du désert de Badain Jaran en Chine, où elles peuvent atteindre 500 mètres de hauteur.

### À coupole
Elles ont une forme ovale ou circulaire, dont il manque une partie sur le côté pour être complète. Les dunes en coupole sont rares et se forment seulement en marges des déserts.

### En parabole
Les dunes en parabole sont en forme de U. Elles sont typiques des déserts côtiers. La plus longue dune en parabole connue mesure 12 kilomètres.
Ce type de dune se forme quand, aux extrémités d'une formation sableuse, commence à apparaître de la végétation qui en arrête la progression, tandis que la partie centrale continue à avancer. Elles se forment quand le vent ne souffle que dans une seule direction dominante.

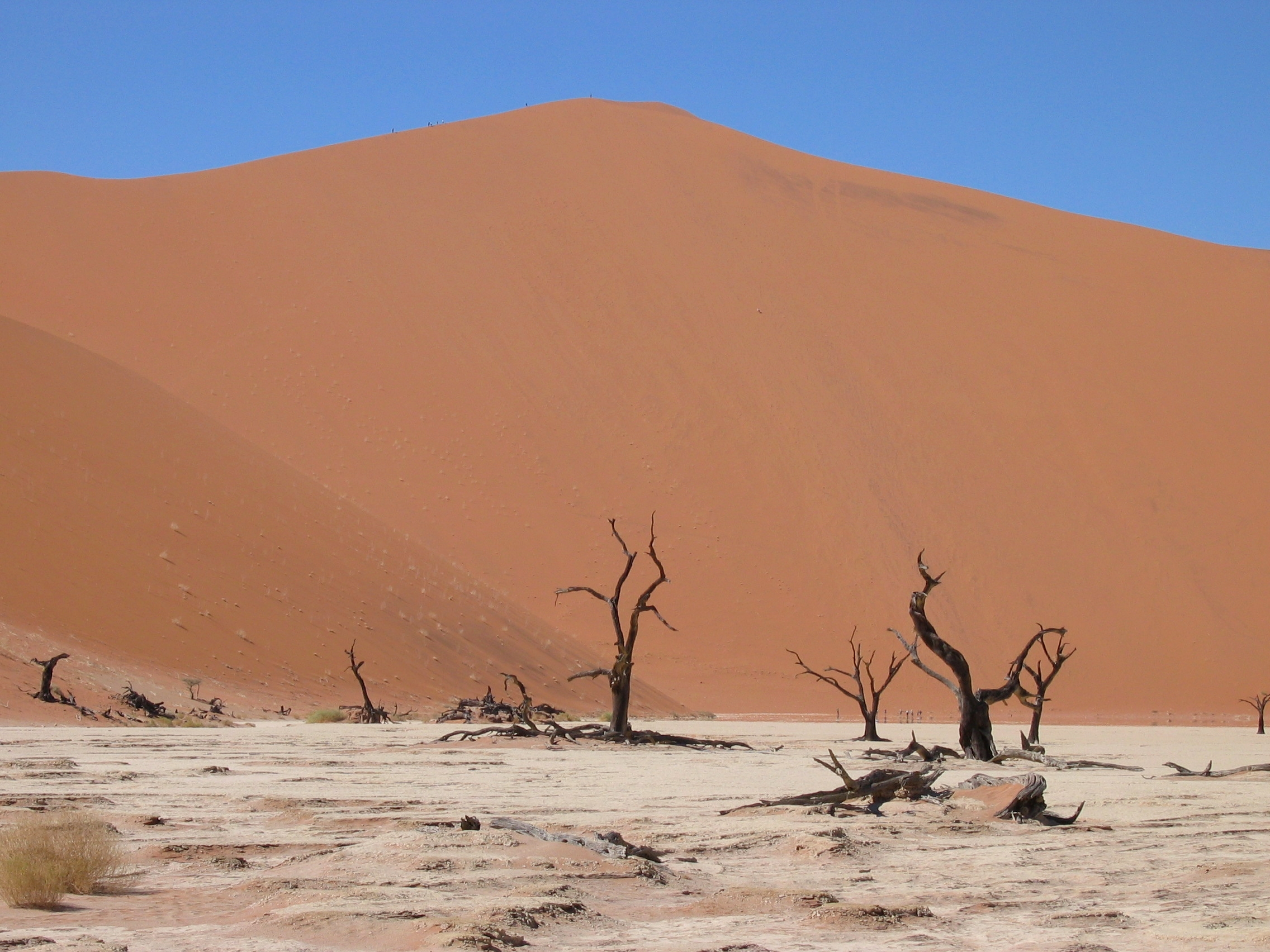
Dune no 9 dans le désert de Namibie (Dead Vlei)

### Types complexes
Tous ces types de dunes peuvent exister sous trois formes : simple, composée et complexe. Les dunes simples sont des collines avec un nombre minimal de côtés escarpés qui en définissent la typologie géométrique. Les dunes composées sont des plus grandes dunes, surmontées de dunes similaires plus petites. Les dunes complexes sont, elles, formées de plusieurs types de dunes différents.
Une dune en demi-lune soutenant une dune en étoile est une des dunes complexes les plus communes. Les dunes sont simples quand le vent reste constant pendant leur formation.

### Dunes littorales

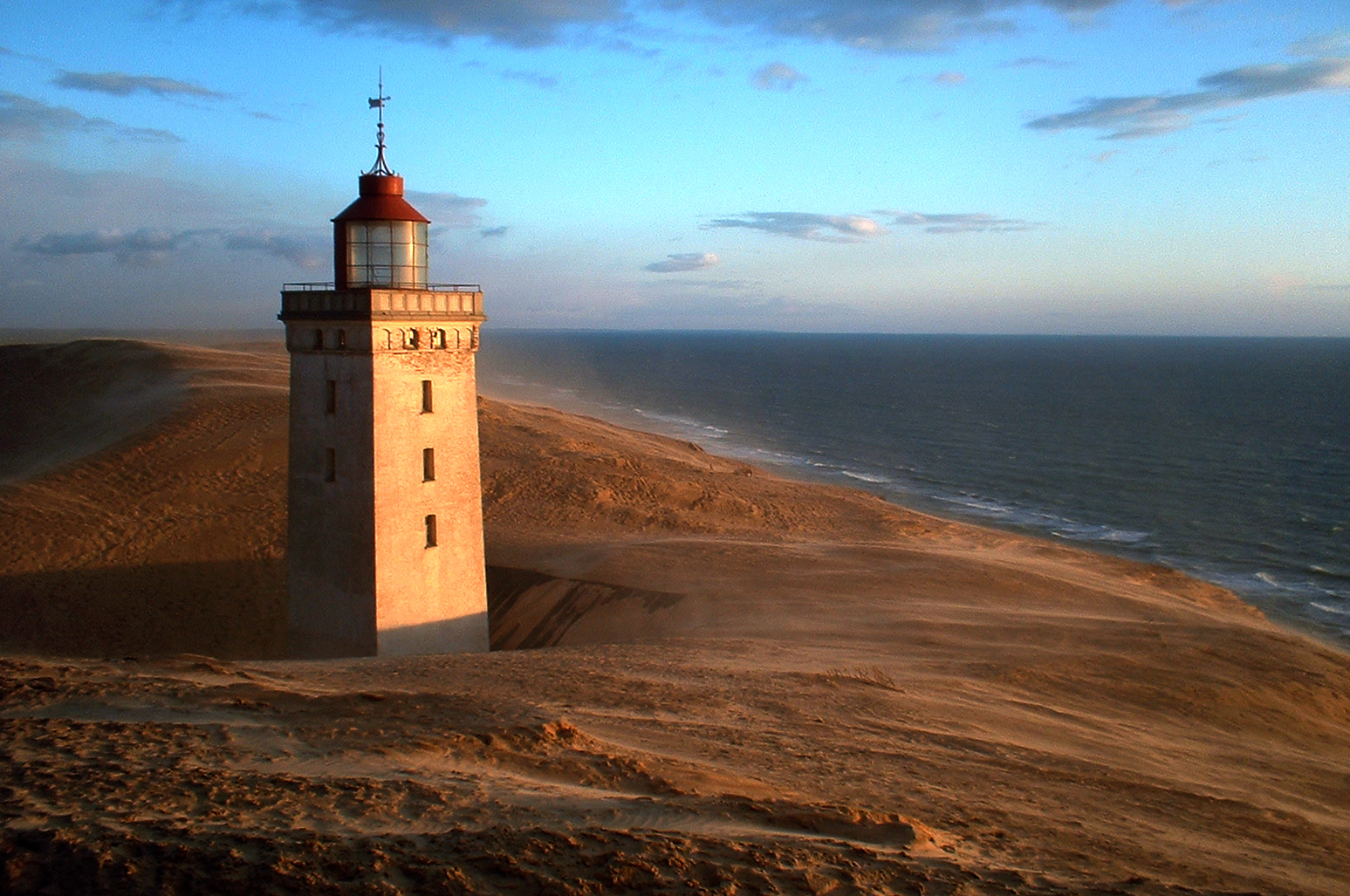
La progression des dunes : phare de Rubjerg Knude, ensablé et désaffecté, mer du Nord

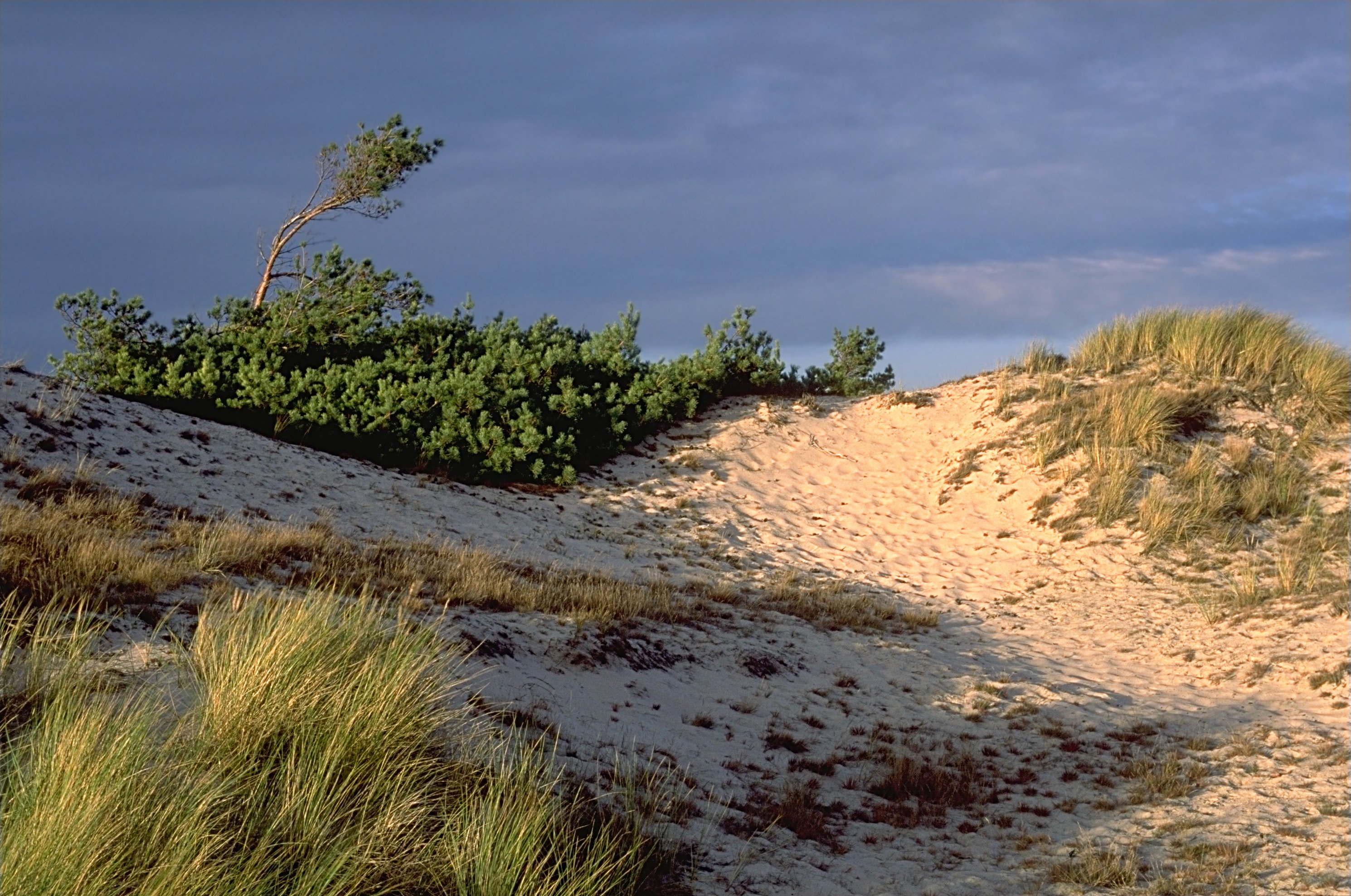
Dune baltique (Ostsee) : groupements végétaux types du littoral dunaire et début de chaudière

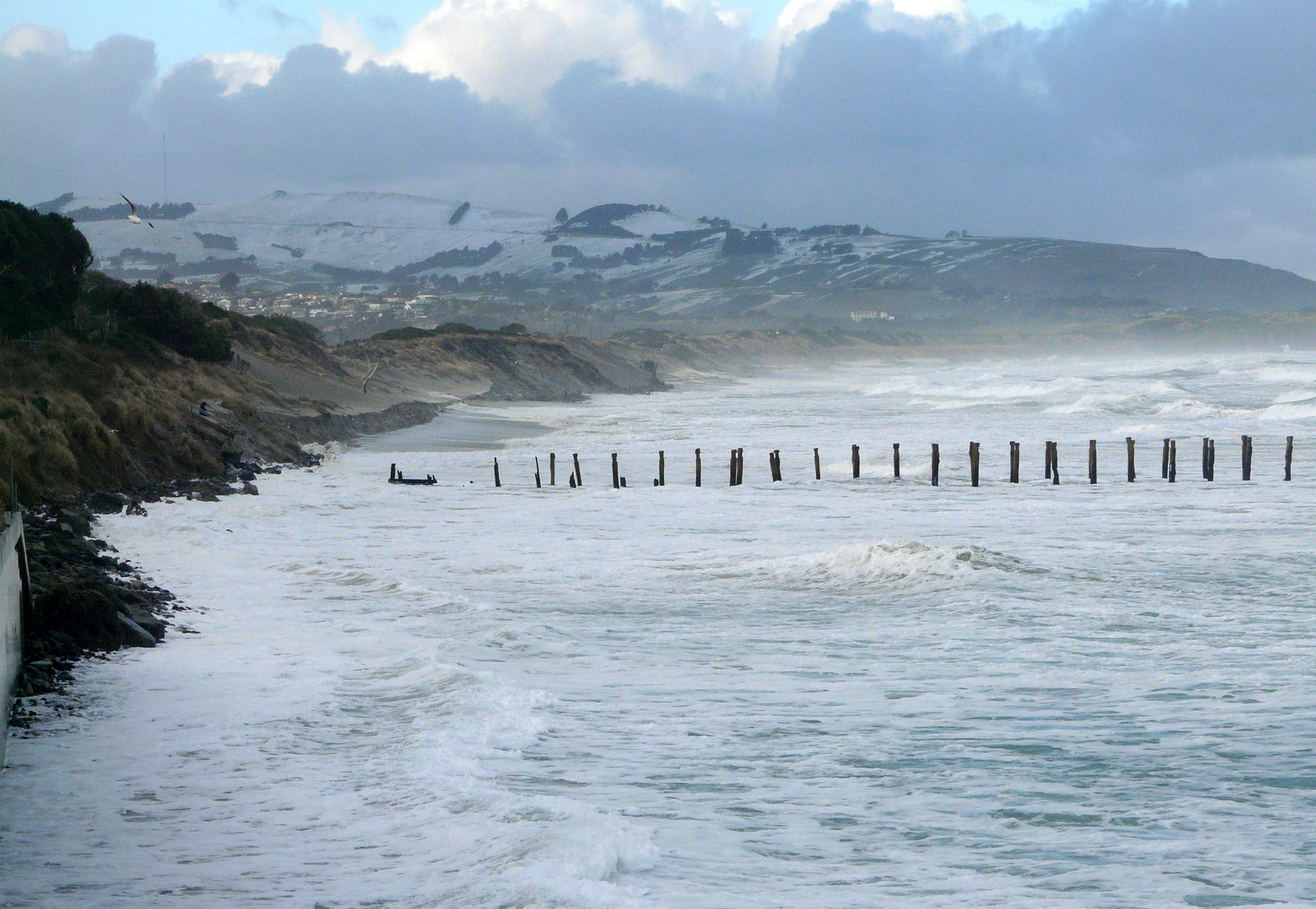
Érosion d'une dune littorale lors d'une tempête à Dunedin, Nouvelle-Zélande

Les dunes littorales, dunes bordières ou dunes côtières se forment sur le long des côtes basses où les vents et l'apport de sédiments par la dérive littorale permettent l'accumulation de sable sur les plages. À marée basse, le haut de plage est asséché par le vent ce qui permet le transfert des sables vers l'intérieur des terres, essentiellement par roulage et saltation. La largeur de l'estran est donc un facteur primordial du bon développement des dunes: plus il est large, plus la surface de déflation éolienne et donc la quantité de sédiments soufflés sont importantes. Dans le processus de formation des dunes, les plantes pionnières jouent un rôle essentiel, assurant le dépôt, la fixation et la stabilisation de l'accumulation dunaire. Ces plantes sont adaptées à l'instabilité du substrat et présentent de longues racines traçantes. La dune littorale est donc une forme d'accumulation sédimentaire fixée par une végétation psammophile, il s'agit d'une construction biogéomorphologique.
Les dunes littorales, poussées par les vents, peuvent envahir graduellement les terres si la topographie de l'arrière-côte le permet; ce fut l'une des raisons de leur fixation le long de la côte landaise par la plantation d'une forêt de pin maritime.
Lors des tempêtes, les dunes constituent une réserve de sable face à l'érosion des vagues: l'attaque directe des vagues entaille la dune et le sable prélevé est transféré dans les petits fonds. Il remonte normalement lors des périodes de calme sous l'action des houles.

#### Complexe dunaire

Schéma représentant les quatre stratégies de croissance des plantes du littoral pour supporter l'ensevelissement par le sable.

De la plage à l'intérieur des terres, se succèdent des unités de paysage en bandes plus ou moins parallèles à la côte et qui forment le complexe dunaire. Chaque unité écologique se distingue par une forme et une végétation caractéristiques (psammosère), cette zonation littorale évoluant avec la décroissance de la salinité, de la puissance du vent, de la quantité de sable transporté, et étant influencée par l'érosion marine, éolienne et anthropique (surpiétinement, plagisme). La succession d'habitats depuis la plage vers l'intérieur des terres est typiquement pour les dunes atlantiques :
- la dune verte (appelée aussi avant-dune ou dune embryonnaire) : à la végétation pionnière des hauts de plage (ceinture facultative d'espèces annuelles, disjointes, halo-nitrophiles) succède une ceinture prairiale, vivace, ouverte, s'installant sur une dune en formation ou à la base d'une dune mobile (banquette ou bourrelet), dominée par des peuplements clairsemés de psammophytes de type chiendent des sables, Renouée maritime, Pourpier de mer, Soude brulée, Cakilier maritime, Arroche des sables, Panicaut maritime, Euphorbe maritime et liseron des dunes[b]. Ces plantes favorisent l'installation de macromycètes saprotrophes et fixent le sable, formant des buttes sableuses néoformées appelées nebkas et peuvent aboutir à son accrétion sous forme d'une accumulation subhorizontale située en pied de dune (banquette surélevée de quelques décimètres par rapport au haut de plage). Cette dune est normalement éphémère, qu'elle soit balayée par les vagues de tempête ou qu'elle se transforme en un autre type plus évolué, la dune bordière où l'emplacement des obstacles primitifs n'est plus individualisable ;
- la dune blanche ou jaune[c], appelée aussi dune mobile : partie de la dune littorale mobile colonisée par l'Oyat, plante fixatrice adaptée à une assez faible salinité du substrat (2 % maximum). À la ceinture d'Oyats (ammophilaie), s'associent d'autres espèces psammophiles (Panicaut des dunes, Achillée maritime, giroflée des dunes, chou marin, liseron des dunes, gaillet des sables, Lis maritime). Elle comprend un glacis externe ou une falaise sableuse et un plateau dunaire caractérisés par des formes de déflation (brèche, siffle-vent[d] qui peut évoluer en couloir, plaque de déflation[e], caoudeyre[f], dune parabolique)[g] et des zones d’accumulation marquées (crocs et tucs, pourrières)[h]. À la dune vive succède une dune semi-fixée caractérisée par une accumulation moindre des sables soufflés par les vents (ces derniers étant majoritairement arrêtés par la dune blanche) et le développement d'une végétation dense en tapis (Festuca juncifolia, Gaillet des sables, Armoise de Lloyd, Silène de Thore)[16] ;

Cortège faunique de la dune blanche
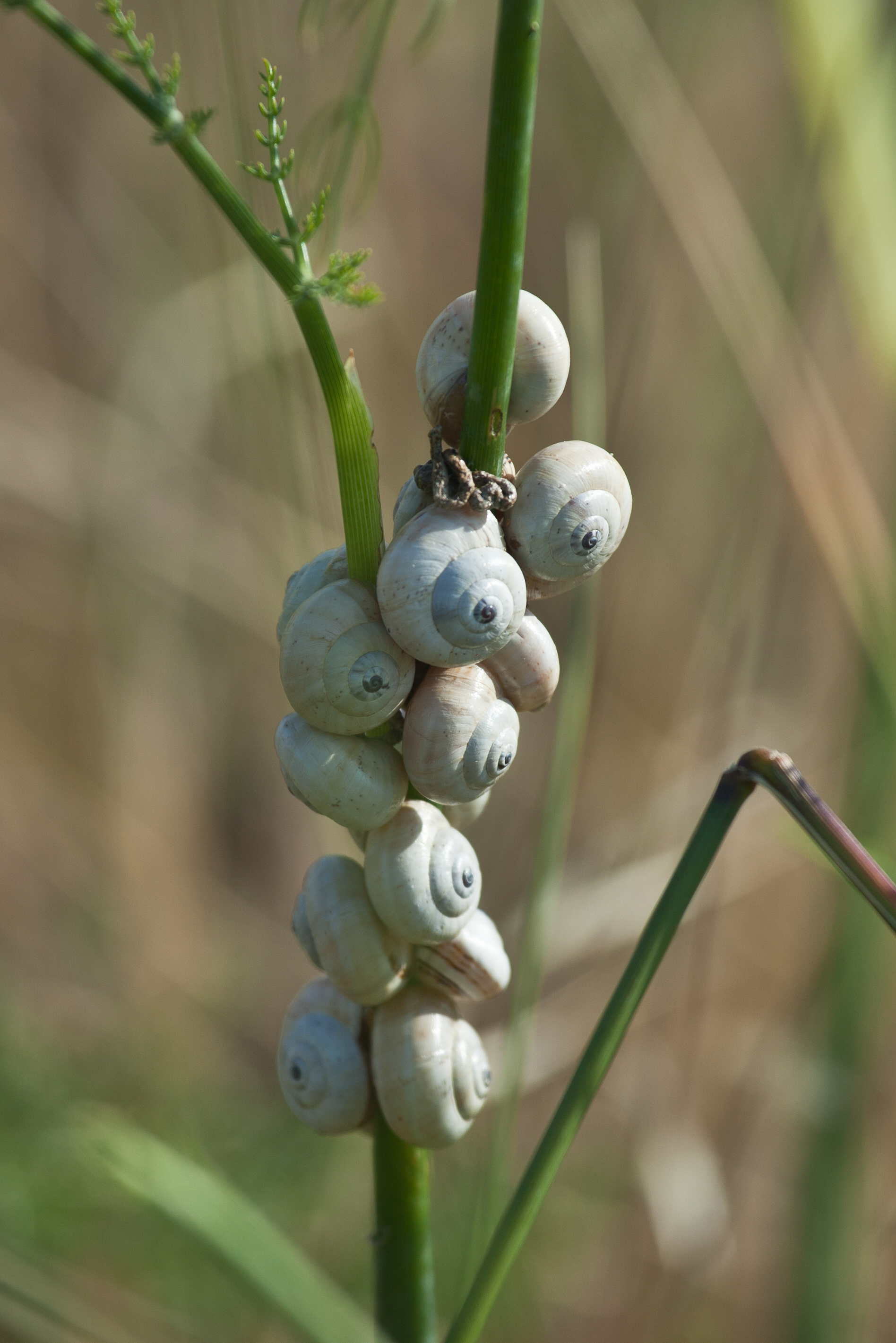
Escargot des dunes
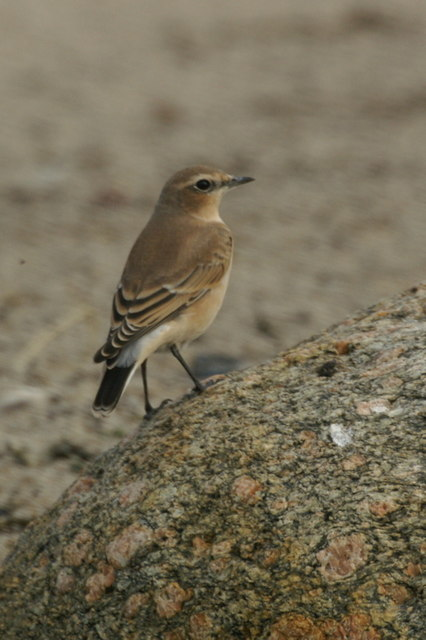
Traquet motteux

- la dune grise[i], appelée aussi dune fixée : partie de la dune sous le vent correspondant au talus interne de la dune blanche, où pénètrent des plantes herbacées fixatrices (ceinture herbeuse en gazonnement plus ou moins au ras et dense)[j] succédant aux espèces pionnières, le tout évoluant peu à peu vers une pelouse constituée d'un tapis dense de mousses et lichens[k], accompagnés de l'Immortelle des dunes, la Linaire des sables, la rose pimprenelle, l'œillet des dunes, l'Ophrys passion (it), la Canche blanchâtre, la Luzerne marine, le raisin de mer, le Chardon champêtre, le thym serpolet ou les Orobanches). Cette ceinture moussue forme la strate bryolichénique[17] dont le développement permet un début d'enrichissement trophique (elle enrichit le sable de matière organique et d'humus)[18]. Il existe souvent, au sein de cette dune et à l'arrière de celle-ci, des cuvettes naturelles (pannes, souillères) ou artificielles (mares de chasse, prélèvements de sédiments) dont une partie est, au moins temporairement, en contact avec la nappe phréatique[19] ;

Cortège faunique de la dune grise
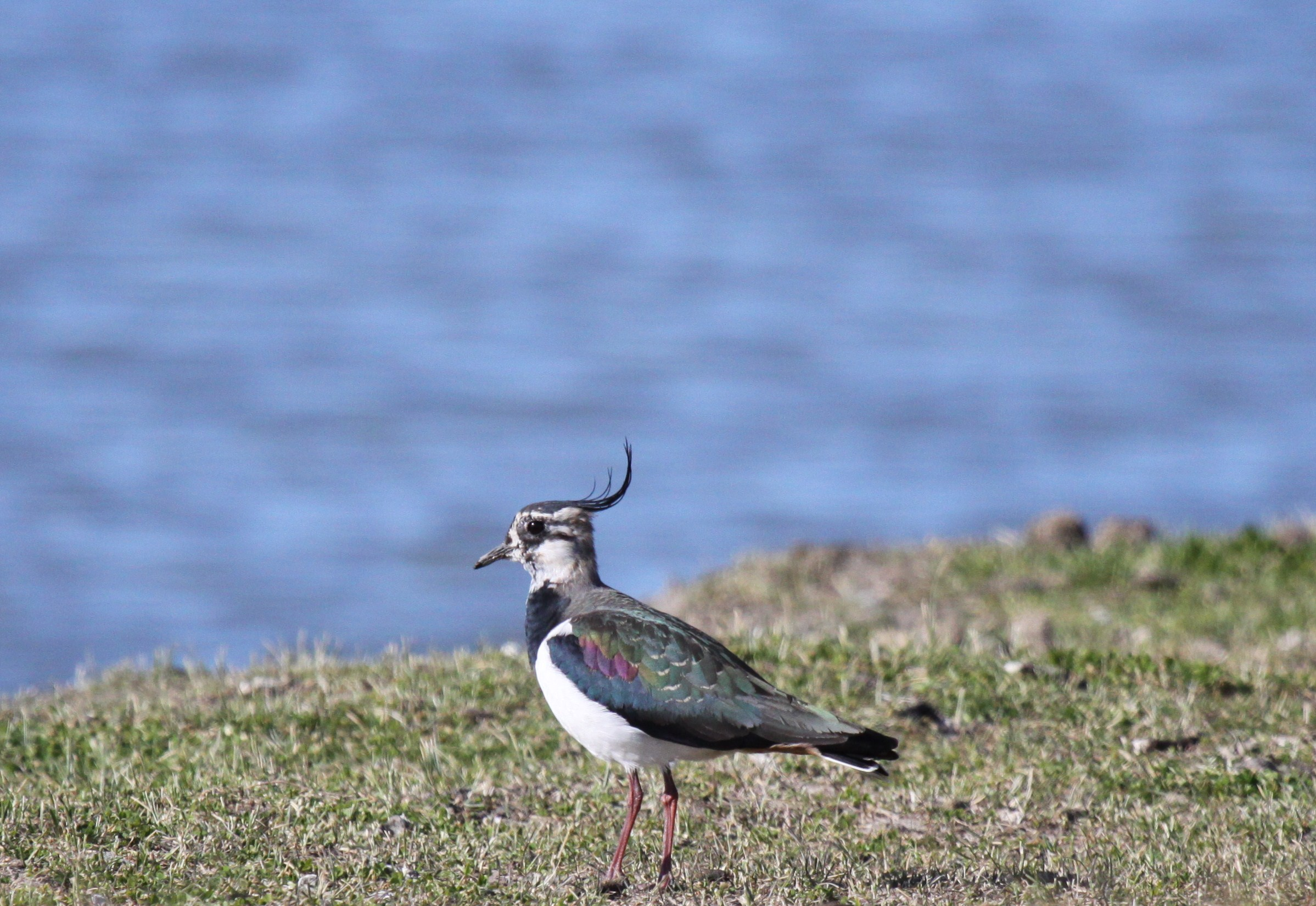
Vanneau huppé
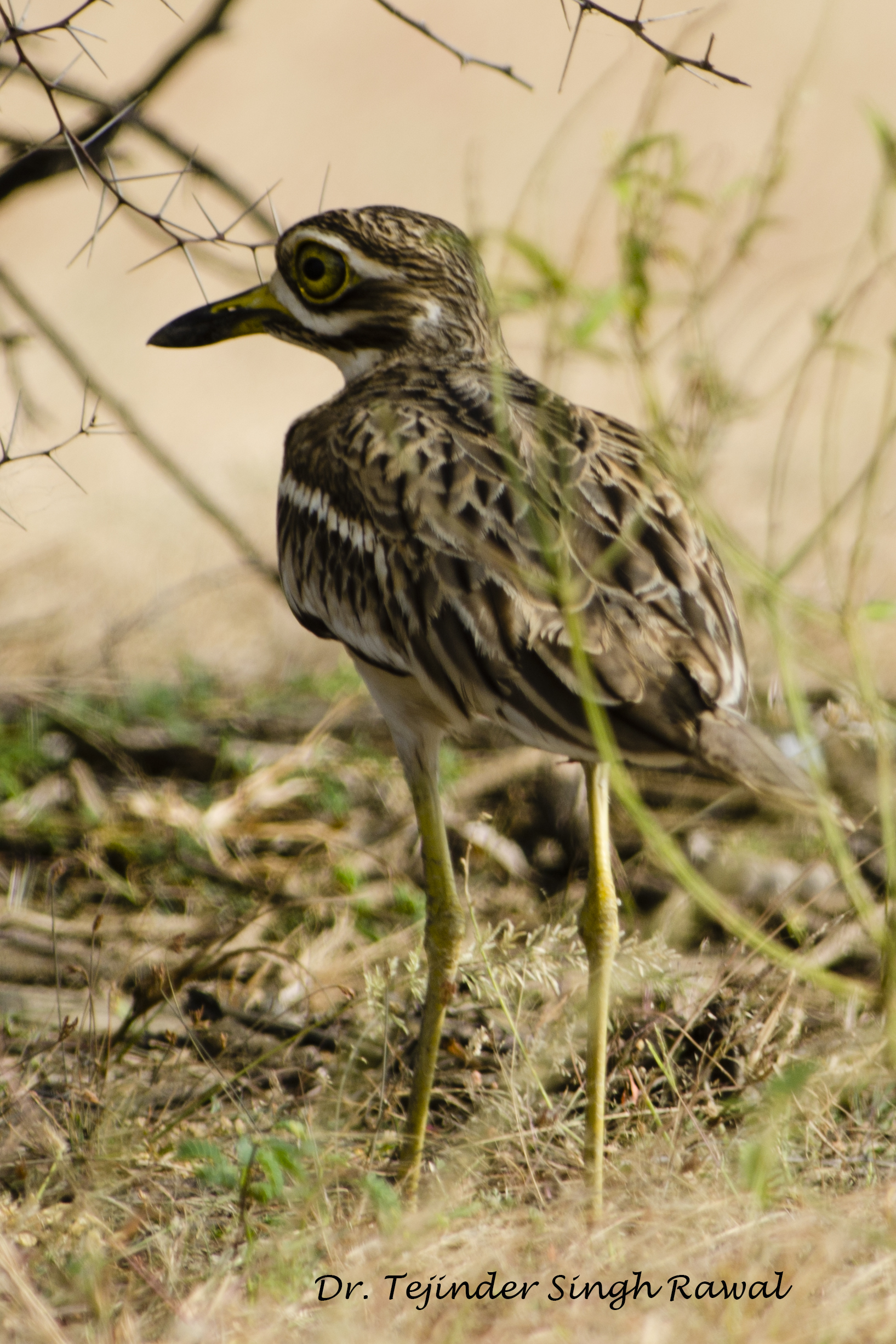
Œdicnème criard

- la dune noire : dune grise dans laquelle la pelouse basse fait place à une pelouse un peu plus haute envahie par des Bryophytes du genre Tortula, aux teintes brun foncé à noires lorsqu'elles sont sèches. Elles sont associées au lichen du genre Cladonia et à des graminées (Koeleria,'Corynephorus, etc.)  ;
- la dune brune (dune boisée ou frange forestière) : la pelouse est progressivement remplacée par des prairies enrichies d'espèces pré-forestières (Saule des dunes, Rosiers), puis par des buissons et fourrés pré-forestiers (Ajonc, Prunelliers), arbustes (espèces consolidatrices succédant aux fixatrices, du type argousier, églantier, sureau, troène…), voire un boisement littoral.

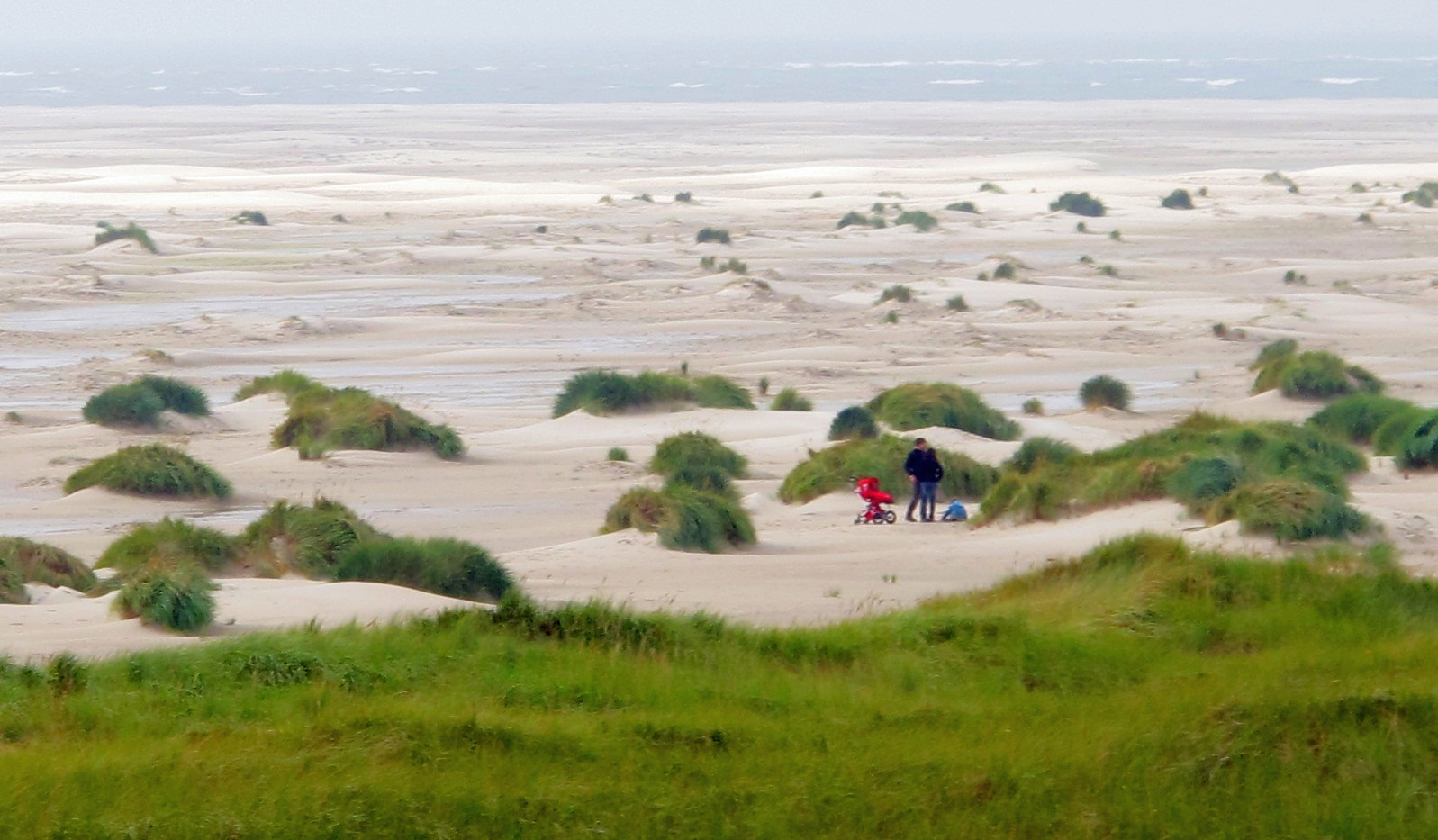
Dune verte
Dune blanche d'Oyats, dune grise et pinède
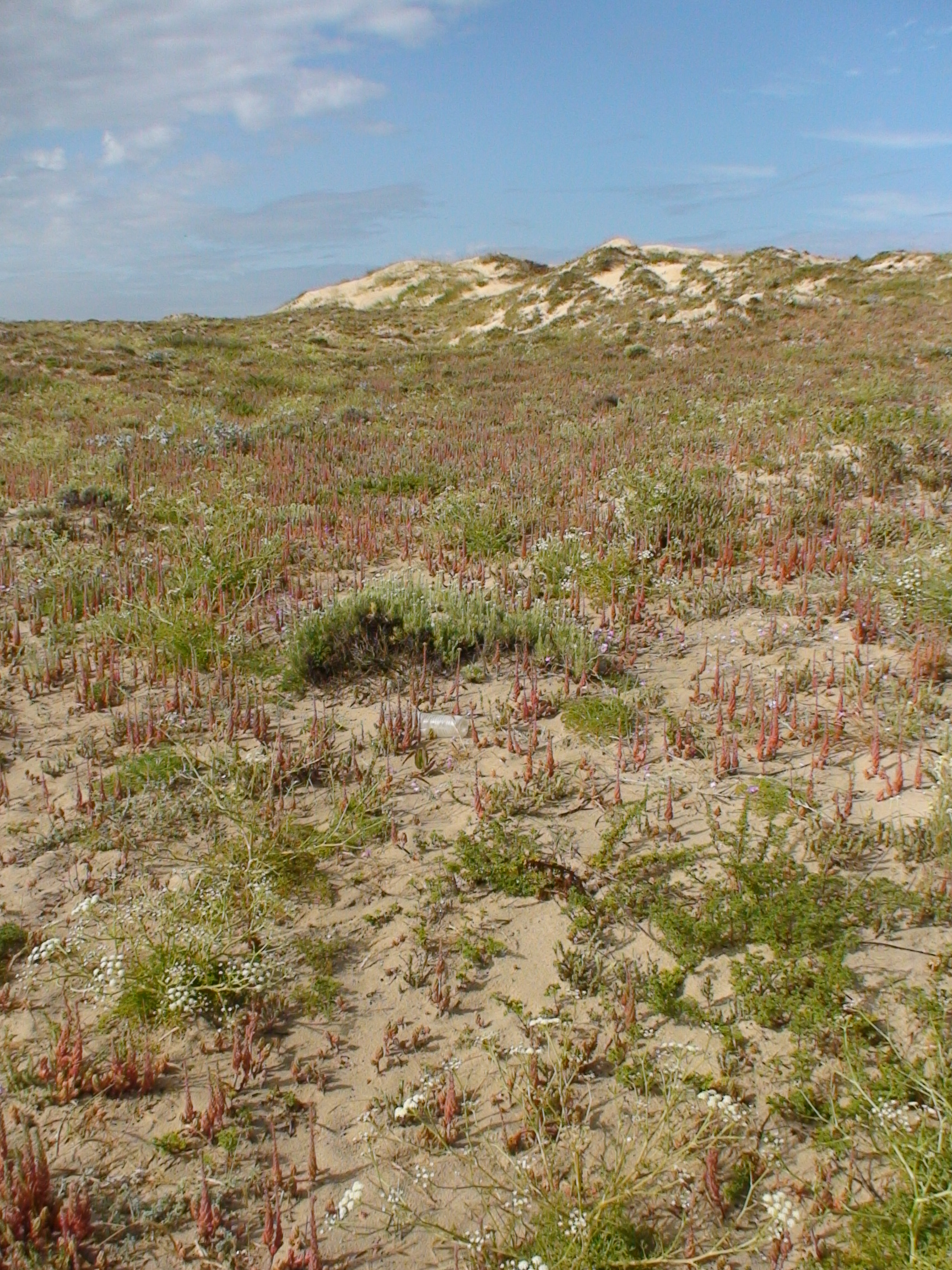
Dune grise
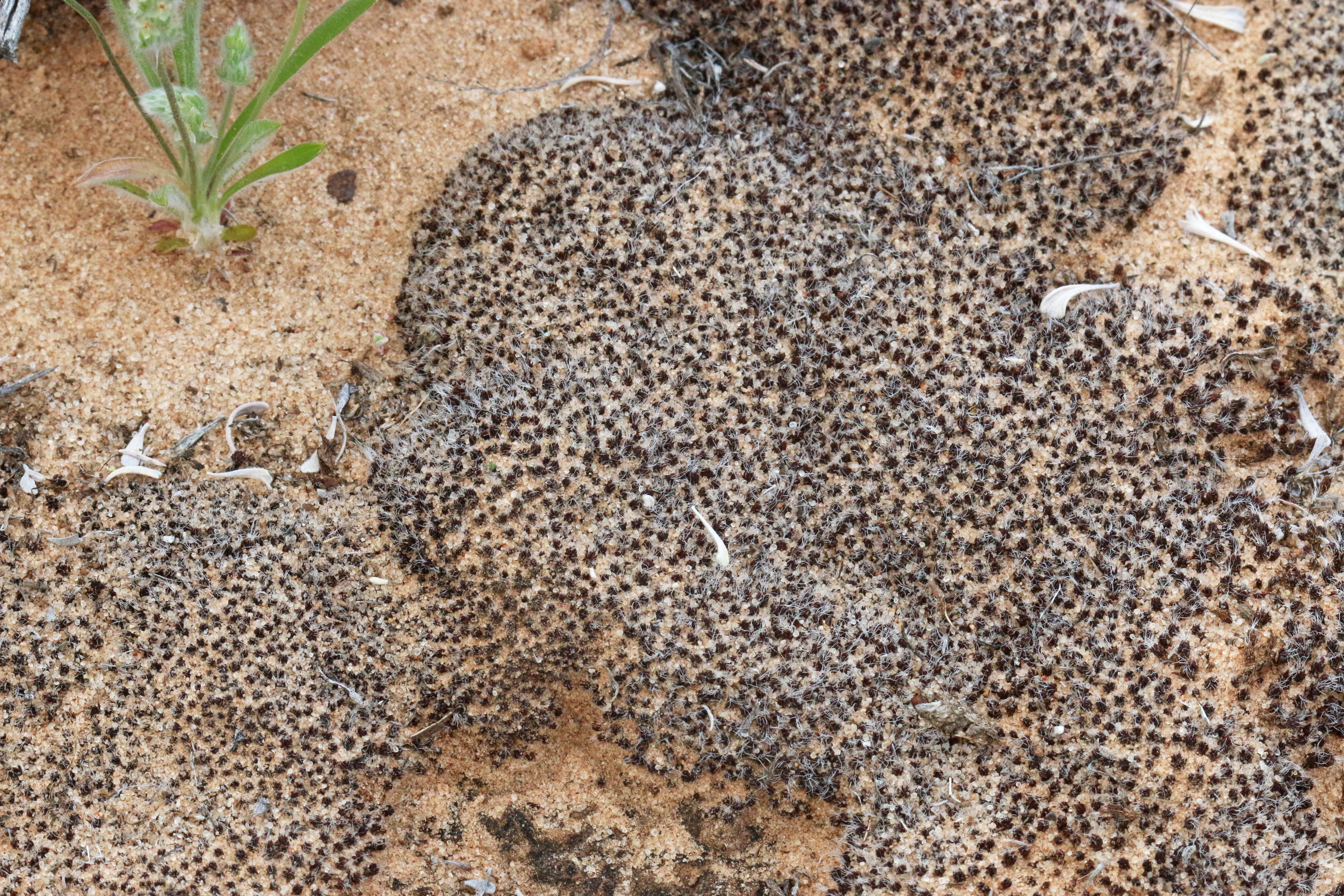
Dune noire à Tortula

### Dunes sous-marines
La dune hydraulique désigne une dune formée sur les fonds marins par les courants sous-marins, généralement dans des détroits. Ces milieux abritent des espèces particulières qui peuvent en Europe justifier une protection dans le cadre du réseau écologique paneuropéen et du réseau natura 2000 en mer, par exemple dans le pas de Calais

## Gestion des écosystèmes dunaires

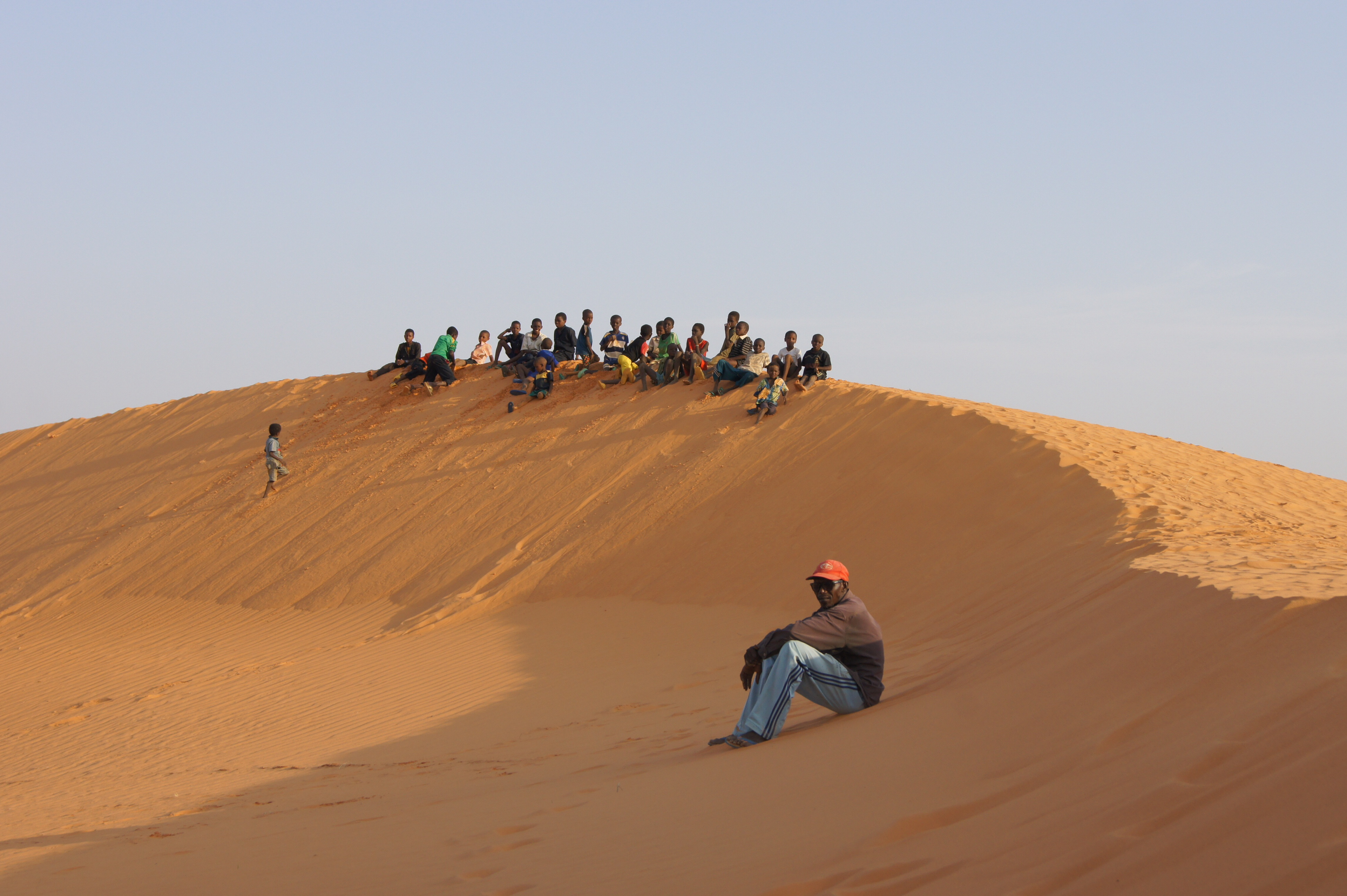
Gardien de dune officiel aux environs de Niamey (Niger).

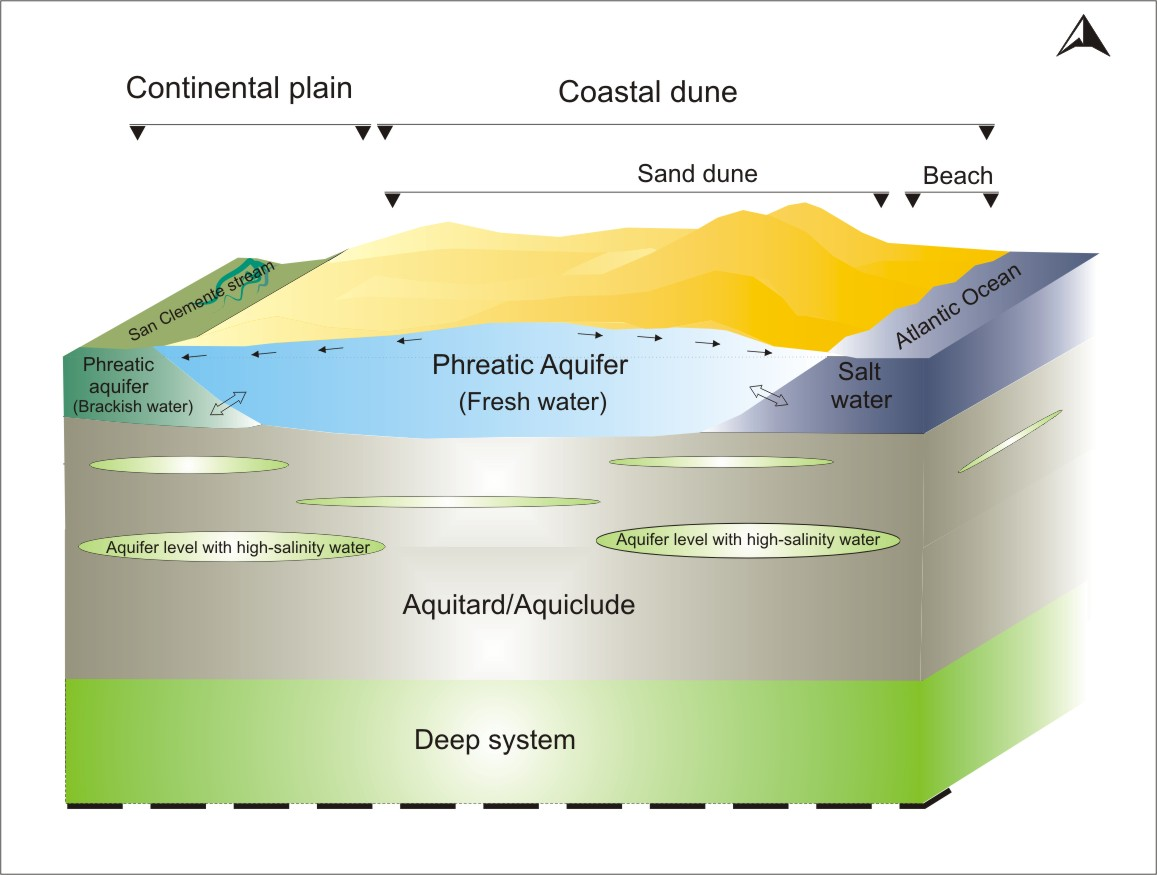
L'hydrogéologie des massifs dunaires met en évidence que le sable dunaire se comporte comme une éponge imbibée d'eau minérale, d'où l'intérêt d'intégrer la gestion des écosystèmes dunaires dans les politiques de l'eau.

Les dunes, surtout lorsqu'elles se situent sur des littoraux, sont soumises à une pression humaine croissante. Autrefois, considérées comme milieu inutile ou hostile que l'on évitait, elles sont devenus des habitats naturels et des protections contre l'érosion du trait de côte ; cependant partout où les densités de population sont élevées, il n'y a plus le choix. Dès lors les dunes sont soumises à des aménagements et à une gestion qui vise principalement à les stabiliser. En 2019, l'Office national des forêts a publié un « Guide de gestion des dunes et des plages associées » (avec le CEREMA et le BRGM) pour aider les gestionnaires souhaitant instaurer une gestion souple des dunes (Gouguet, 2018).

## Les dunes et l'histoire
C'est en vue des dunes de Flandres que les Espagnols furent battus sur mer par Maarten Tromp en 1639, et sur terre par Turenne en 1658.

## Dans le monde
On trouve les dunes éoliennes sur le littoral ou dans le désert, bien que les dunes ne soient pas le relief dominant des déserts chauds. Les grandes étendues de sable du Sahara se nomment erg. Certaines ont la forme d’un croissant : ce sont les barkhanes.
| Dune                      | Élévation (m) | Altitude (m) | Localisation                                            | Pays       | Notes                              |
| ------------------------- | ------------- | ------------ | ------------------------------------------------------- | ---------- | ---------------------------------- |
| Dune Federico Kirbus      | ≈ 1 230       | 2 845        | Bolsón de Fiambalá, province de Catamarca               | Argentine  | Plus haute dune du monde,          |
| Dune de Cerro Blanco (es) | ≈ 1 176       | ≈ 2 080      | Province de Nazca, Ica 14° 52′ 05″ S, 74° 50′ 17″ O     | Pérou      | 2e plus haute dune du monde        |
| Dunes de Badain Jaran     | ≈ 500         | ≈ 2 020      | Désert de Badain Jaran, Mongolie-Intérieure             | Chine      | Plus haute dune d'Asie,            |
| Dunes de Rig-e Yalan      | ≈ 470         | ≈ 950        | Désert de Lout, Kerman                                  | Iran       |                                    |
| Dunes d'Issaouane         | ≈ 430         | ≈ 1 980      | Erg Issaouane                                           | Algérie    | Plus haute dunes d'Afrique         |
| Big Daddy                 | 325           | 800          | Sossusvlei, Désert du Namib                             | Namibie    |                                    |
| Mont Tempête              | ≈ 280         | 280          | Île Moreton, Brisbane                                   | Australie  | Plus haute dune d'Australie        |
| Star Dune                 | ≈ 230         | ≈ 2 730      | Parc national et réserve des Great Sand Dunes, Colorado | États-Unis | Plus haute dune d'Amérique du Nord |
| Dune du Pilat             | 106,6         | 106,6        | Bassin d'Arcachon, Aquitaine                            | France     | Plus haute dune d'Europe           |
| Dunes de Ming-Sha         | ?             | 1 725        | Oasis de Dunhuang, Désert du Taklamakan, Gansu          | Chine      |                                    |
| Dunes de Medanoso         | ≈ 550         | 1 660        | Désert d'Atacama                                        | Chili      |                                    |

### En France

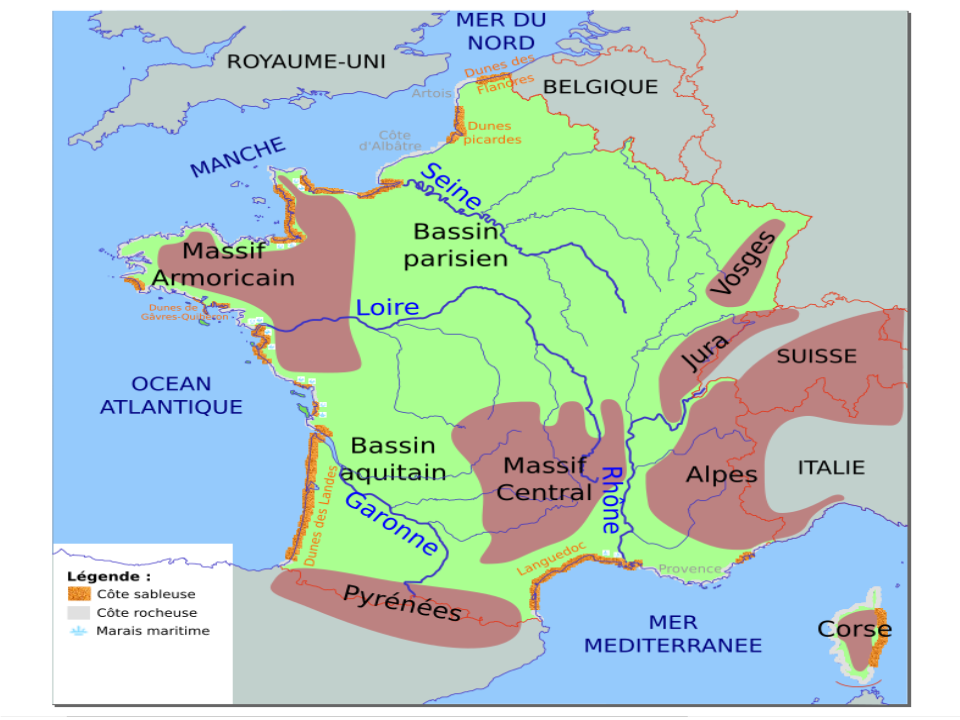
Complexe dunaire sur près de 500 kilomètres, du Sud de la Bretagne au Sud des Landes.

Du Sud de la Bretagne au Sud des Landes, se développe en France, sur environ 500 kilomètres, le plus grand complexe dunaire au niveau européen. Le système de type aquitain présente des dunes de gros volumes et se développe presque en continu sur plus de 250 kilomètres de Biarritz à l'île d'Oléron. Le système de type vendéen et breton comprend des dunes de plus faibles volumes et entrecoupées de côtes rocheuses.
La dune du Pilat, sur le littoral de la Gironde, est la plus élevée d’Europe culminant à 109 m.

## Chant des dunes
Le « chant des dunes » est le nom donné au bruit émis par certaines dunes dans les déserts lorsque les grains de sable qui les composent entrent en résonance. Ces dunes sont nommées « dunes mugissantes » ou « dunes musicantes ».

## Dunes extraterrestres

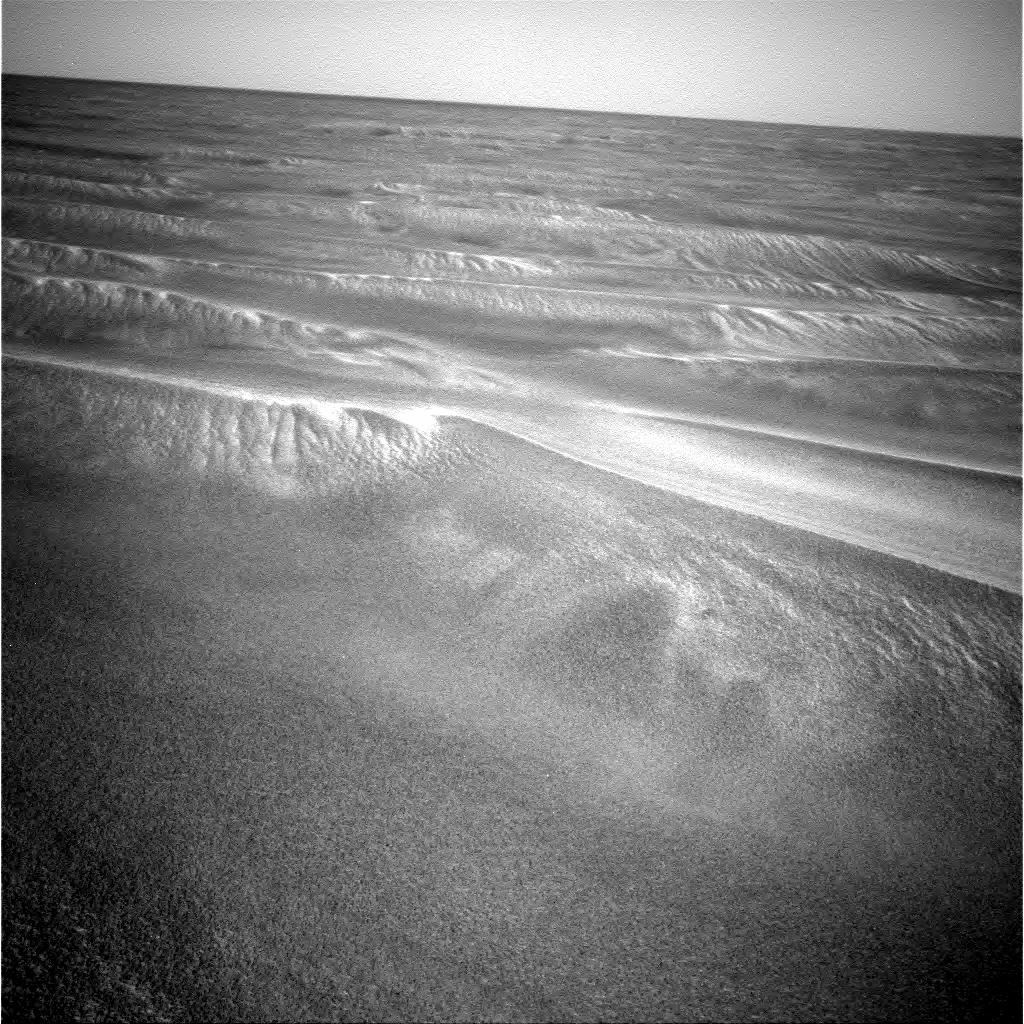
Dunes martiennes.

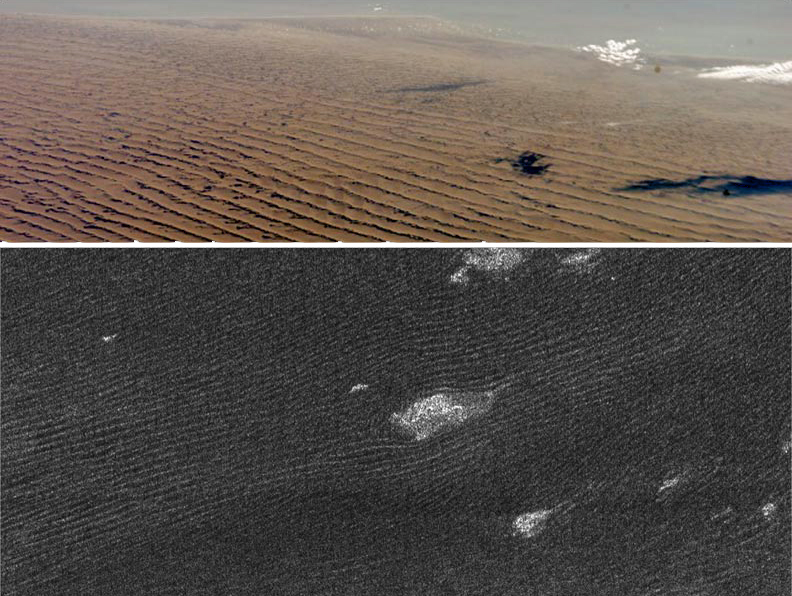
Dunes sur Titan (en bas) comparées à des dunes de Namibie (en haut).

Les planètes Mars et Vénus ainsi que le satellite Titan sont couverts de dunes sur une partie de leur surface. Sur Mars, les types de dunes sont beaucoup plus variés que sur Terre et leur modification est beaucoup plus lente aussi du fait que l'atmosphère martienne est très ténue. Cela permet d'étudier leur développement de manière plus aisée.
Des formations identifiées comme des champs de dunes ont aussi été photographiées sur la comète 67P/Tchourioumov-Guérassimenko et sur la planète naine Pluton,, malgré la faiblesse attendue des vents sur ces deux objets. Les dunes de Pluton sont constituées de méthane solide (des cristaux de 200 à 300 µm de diamètre),.